# Siri Keul
Siri Keul, née en 1948, est une ancienne handballeuse internationale norvégienne qui évoluait au poste de gardienne.
Avec l'équipe de Norvège, elle participe aux championnats du monde 1971, 1973 et 1975.

## Palmarès

### Sélection nationale
championnat du monde 
- 8e place du championnat du monde 1975
- 8e place du championnat du monde 1973
- 7e place du championnat du monde 1971